# 彬礁
彬礁位于南沙群岛东部，是南方浅滩东华礁东部几个暗礁的总称。1983年中国地名委员会公布的标准名称为“彬礁”。